# 市川玉太郎
市川 玉太郎（いちかわ たまたろう、生没年不詳）は、日本の俳優、歌舞伎役者、元女形である。市川幡谷一派に属し、幡谷とともに牧野省三の独立に加わり、阪東妻三郎ら新世代の登場以前のスター俳優として知られる。
「ポスト市川百々之助」として「市川玉太郎」を名乗り、極めて短期間のみサイレント映画に主演した三代目市川荒太郎は、関西歌舞伎の役者であり、本項の人物とは別人である。

## 人物・来歴
生年不詳、生地不詳である。
浅草公園六区で旧劇に出演していた市川幡谷（有田松太郎とも）とともに、1922年（大正11年）12月、牧野省三が前年に設立した京都・等持院に撮影所をもつ牧野教育映画製作所に招かれて参加、以降、幡谷（松太郎）の主演作品の二番手として出演し、同社が教育映画から劇場用の剣戟映画にシフトして行く時期を支えた。1923年（大正12年）4月、同社がマキノ映画製作所に改組されて以降も幡谷らとともに同社の等持院撮影所に残り、ひきつづき幡谷の二番手の俳優として存在感を示した。同年6月15日に公開された『お祭佐七』（監督牧野省三）では、女形として女中お鍋を演じた記録が残っている。同日公開の『水戸黄門』（監督長尾史録）では、幡谷の黄門光圀とともに玉太郎は佐々木助三郎を演じたが、渥美格之亟（渥美格之進）を演じたのが、当時格下の阪東妻三郎であった。同年10月17日・10月26日に公開された『鮮血の手型』前後篇（監督沼田紅緑）では、妻三郎が主役に抜擢され、以降、玉太郎は、幡谷や妻三郎の主演映画の助演を固めるようになっていく。
1924年（大正13年）7月、マキノ等持院撮影所は東亜キネマに吸収され、東亜キネマ等持院撮影所になると、幡谷や妻三郎らとともに継続的に同社に入社するが、同年の秋、帝国キネマ演芸に入社した立石駒吉が各社から、演出家・脚本家・技術者・俳優の引き抜きを開始、とりわけ東亜キネマからは40人規模で俳優が引き抜かれ、このとき幡谷、玉太郎がその筆頭であった。1925年（大正14年）4月30日に公開された『暗雲時代』（監督後藤秋声）以降の出演記録が不明である。1930年（昭和5年）に登場する映画俳優「市川玉太郎」は、別人である。以降の消息も伝えられていない。没年不詳。

## フィルモグラフィ
クレジットは、すべて「出演」である。公開日の右側には役名、および東京国立近代美術館フィルムセンター（NFC）、マツダ映画社所蔵等の上映用プリントの現存状況についても記す。同センター等に所蔵されていないものは、とくに1940年代以前の作品についてはほぼ現存しないフィルムである。資料によってタイトルの異なるものは併記した。

### 牧野教育映画製作所
すべて製作・配給は「牧野教育映画製作所」、すべてサイレント映画である。
- 『妖怪自来也』（『妖傑自来也』[3]） : 監督牧野省三・沼田紅緑、脚本不明、撮影不明、主演有田松太郎（市川幡谷）、1923年2月8日（2月1日[3]）公開
- 『松平長七郎』 : 監督牧野省三・沼田紅緑、脚本不明、撮影不明、共演片岡市太郎、1923年2月22日公開 - 主演
- 『大久保彦左衛門』 : 監督牧野省三・沼田紅緑、脚本不明、撮影不明、主演有田松太郎（市川幡谷）、1923年3月3日公開

### マキノ映画製作所等持院撮影所
すべて製作は「マキノ映画製作所等持院撮影所」、配給は「マキノ映画製作所」、すべてサイレント映画である。
- 『弥次と北八 第一篇』 : 監督牧野省三、原作十返舎一九、脚本不明、撮影宮崎安吉、主演市川幡谷、1923年6月1日公開 - 神原想之進
- 『弥次と北八 第二篇』 : 監督牧野省三、原作十返舎一九、脚本不明、撮影宮崎安吉、主演市川幡谷、1923年6月9日公開 - 神原想之進
- 『お祭佐七』 : 監督牧野省三、脚本不明、撮影不明、主演片岡市太郎、1923年6月15日公開 - 女中お鍋（女形）
- 『水戸黄門』 : 監督長尾史録、脚本不明、撮影不明、主演市川幡谷、1923年6月15日公開 - 佐々木助三郎
- 『仮名手本忠臣蔵』 : 監督牧野省三、脚本不明、撮影不明、主演市川幡谷、1923年6月27日公開
- 『勧進帳安宅の関』 : 監督牧野省三・沼田紅緑、脚本不明、撮影不明、主演市川幡谷、1923年6月27日公開 - 亀井六郎
- 『小笠原狐』 : 監督牧野省三、脚本不明、撮影不明、主演片岡市太郎、1923年7月3日公開 - 同豊前守
- 『紫頭巾浮世絵師』 : 監督牧野省三・金森萬象、原作・脚本寿々喜多呂九平、撮影宮崎安吉、主演市川幡谷、1923年7月9日公開 - 牛若の金次
- 『天竺徳兵衛』 : 監督不明、脚本不明、撮影不明、主演市川幡谷、1923年7月9日公開 - 関佐内
- 『曾呂利と五右衛門』 : 監督牧野省三、脚本不明、撮影不明、主演片岡市太郎、1923年7月18日公開 - 薄田隼人
- 『大久保彦左一本参る』 : 監督後藤秋声、脚本牧野省三、撮影大塚周一、主演市川幡谷、1923年8月1日公開 - 将軍家光
- 『阿呆重』（『岩見重太郎』） : 監督牧野省三、脚本不明、撮影宮崎安吉、主演片岡松太郎、1923年8月8日公開 - 兄重蔵
- 『辻斬の達人』 : 総監督・脚色牧野省三、監督沼田紅緑、撮影宮崎安吉、主演市川幡谷、1923年8月16日公開 - 富岡能登
- 『大阪守護の霧隠』 : 監督沼田紅緑、脚本不明、撮影橋本佐一呂、主演片岡市太郎、1923年8月30日公開 - 豊臣秀頼
- 『鮮血の手型 前篇』 : 監督沼田紅緑、原作・脚本寿々喜多呂九平、撮影田中重次郎（田中十三）、主演阪東妻三郎、1923年10月17日公開 - 牛若の金次
- 『鮮血の手型 後篇』 : 監督沼田紅緑、原作・脚本寿々喜多呂九平、撮影田中重次郎（田中十三）、主演阪東妻三郎、1923年10月26日公開 - 牛若の金次
- 『菊の井物語』 : 監督・脚本後藤秋声、撮影大塚周一、主演阪東妻三郎・環歌子、1923年11月23日公開 - 高木三平
- 『小雀峠』 : 監督沼田紅緑、原作・脚本寿々喜多呂九平、撮影橋本佐一呂、主演市川小蝦、1923年11月30日公開 - 不死身の三太、31分尺で現存（マツダ映画社所蔵[12][13]）
- 『安政奇談』 : 監督沼田紅緑、脚本不明、撮影河崎喜久三、主演市川幡谷、1923年12月21日公開 - 同浅太郎
- 『恐怖の夜叉』 : 監督牧野省三・沼田紅緑、脚本寿々喜多呂九平、撮影宮崎安吉、主演市川幡谷、1924年1月2日公開 - 二畑半九郎
- 『燃ゆる渦巻 第一篇』 : 監督沼田紅緑、原作前田曙山、脚本寿々喜多呂九平、撮影宮崎安吉、主演片岡市太郎、1924年1月7日公開 - 菅沼三平
- 『小佛心中』 : 監督沼田紅緑、脚本寿々喜多呂九平、撮影河崎喜久三、主演市川幡谷、1924年1月13日公開 - 代官河合作左衛門
- 『燃ゆる渦巻 第二篇』 : 監督沼田紅緑、原作前田曙山、脚本寿々喜多呂九平、撮影宮崎安吉、主演片岡市太郎、1924年1月19日公開 - 菅沼三平
- 『山猫の眼』 : 監督後藤秋声、原作・脚本寿々喜多呂九平、撮影松浦茂、主演市川幡谷、1924年2月8日公開 - 目明し長五郎
- 『命の掛橋』 : 監督沼田紅緑、原作・脚本馬場春宵、撮影田中重次郎（田中十三）、主演阪東妻三郎、1924年2月22日公開 - 子分銀次
- 『夢から夢』 : 指揮・脚色牧野省三、監督後藤秋声、撮影宮崎安吉、主演市川幡谷、1924年3月6日公開 - 与力笹川八郎
- 『燃ゆる渦巻 最終篇』 : 総指揮牧野省三、監督沼田紅緑、原作前田曙山、脚本寿々喜多呂九平、撮影宮崎安吉、主演市川幡谷、1924年3月6日公開 - 官軍小隊長有馬俊之助
- 『桜田快挙録』 : 総指揮牧野省三、監督・脚本後藤秋声、撮影田中重次郎（田中十三）、主演市川幡谷、1924年3月14日公開 - 斎藤監物
- 『死線に立てば』 : 監督二川文太郎、脚本寿々喜多呂九平、撮影橋本佐一呂、主演市川幡谷、1924年4月4日公開 - 魚屋太助
- 『雪の峠』 : 監督・脚本沼田紅緑、撮影田中重次郎（田中十三）、主演片岡市太郎、1924年4月11日公開 - 金子下僕六蔵
- 『響』 : 総指揮牧野省三、監督・脚本後藤秋声、撮影橋本佐一呂、主演阪東妻三郎、1924年4月18日公開 - 忰源之進
- 『春は花遠山桜』 : 監督・脚本沼田紅緑、原作悟道軒円玉、撮影田中重次郎（田中十三）、主演阪東妻三郎、1924年4月25日公開 - 子分権太
- 『血桜』 : 指揮牧野省三、監督後藤秋声、原作・脚本寿々喜多呂九平、撮影大塚周一、主演阪東妻三郎、1924年6月6日公開 - 中岡慎太郎
- 『侍甚七捕物帳』 : 監督後藤秋声、原作・脚本井上金太郎、撮影橋本佐一呂、主演阪東妻三郎、1924年6月13日公開 - 謡ふ武士（黒川新三郎）
- 『雲母阪』 : 監督沼田紅緑、原作直木三十三（直木三十五）、脚本マキノ青司（牧野省三）、撮影宮崎安吉、主演阪東妻三郎、1924年6月20日公開 - 幻の重吉
- 『忠治愛刀』 : 指揮・脚色マキノ青司（牧野省三）、監督沼田紅緑、撮影橋本佐一呂、主演阪東妻三郎、1924年6月25日公開 - 早縄の三次

### 東亜キネマ等持院撮影所
すべて製作は「東亜キネマ等持院撮影所」、配給は「東亜キネマ」、すべてサイレント映画である。
- 『復讐の日』 : 監督・脚本後藤秋声、撮影宮崎安吉、主演市川幡谷、1924年8月15日公開 - 薄馬鹿の八
- 『国定忠次信州都落ち』（『国定忠次 信州落ち』[3]） : 指揮牧野省三、監督・脚本二川文太郎、撮影田中重次郎（田中十三）、主演阪東妻三郎、1924年9月5日（1927年7月12日[3]）公開

### 帝国キネマ演芸
特筆以外すべて製作・配給は「帝国キネマ演芸」、すべてサイレント映画である。
- 『髑髏の印籠』（『佐平次捕物帳 髑髏の印籠（怪人）』[3]） : 監督古海卓二、原作・脚本・主演市川幡谷、撮影下村健二、製作帝国キネマ演芸小坂撮影所、1924年11月13日公開
- 『剣は裁く』 : 監督伊藤大輔、脚本山口三春、撮影保田庸、主演市川幡谷、製作帝国キネマ演芸小坂撮影所、1924年11月27日公開 - 息子・国次
- 『疑問の白髭』（『佐平次捕物帳 疑問の白髭』[3]） : 監督・脚本佐藤青秋（佐藤樹一路[3]）、撮影鈴木博、主演市川幡谷、製作帝国キネマ演芸小坂撮影所、1924年12月18日公開
- 『孝子と竜神の面』 : 監督・脚本森要、撮影杉山公平、主演市川幡谷、1925年1月21日公開 - その子金太郎（七年後）
- 『近藤勇』 : 監督森本登良夫、脚本悪麗之助、撮影鈴木博、主演市川幡谷、1925年2月26日公開
- 『目明し惣七 前篇』[2][3]（『二人の復讐者』[2][3]） : 監督後藤秋声、原作・脚本西條照太郎、撮影大塚周一、主演市川幡谷、1925年3月12日公開 - 籐十郎後に佐吉
- 『目明し惣七 後篇』[2][3]（『二人の復讐者』[2][3]） : 監督後藤秋声、原作・脚本西條照太郎、撮影大塚周一、主演市川幡谷、1925年3月19日公開 - 籐十郎後に佐吉
- 『暗雲時代』 : 監督後藤秋声、原作・脚本西條照太郎、撮影大塚周一、主演片岡紅三郎、1925年4月30日公開 - 山崎大助